# Sola scriptura
Sola scriptura (łac. jedynie Pismem) – jedna spośród pięciu zasad protestantyzmu, stanowiąca formalną zasadę teologiczną, w odróżnieniu od zasad materialnych – solus Christus, sola gratia oraz sola fide. Głosi, że Pismo Święte jest samowystarczalnym źródłem wiary chrześcijańskiej, a w konsekwencji – jedynym autorytetem Kościoła rozstrzygającym w kwestiach wiary i praktyki. Stąd też, w myśl zasady sola scriptura, a w przeciwieństwie do doktryny katolickiej i prawosławnej, protestantyzm nie uznaje Tradycji i ustaleń Kościoła za samodzielne normatywne instancje dla wiary chrześcijańskiej (są to co najwyżej normy podporządkowane autorytetowi Pisma Świętego).
Dział teologii protestanckiej zajmujący się badaniem stosunku teologicznego do Biblii nazywa się skrypturologią.

## Historia i znaczenie

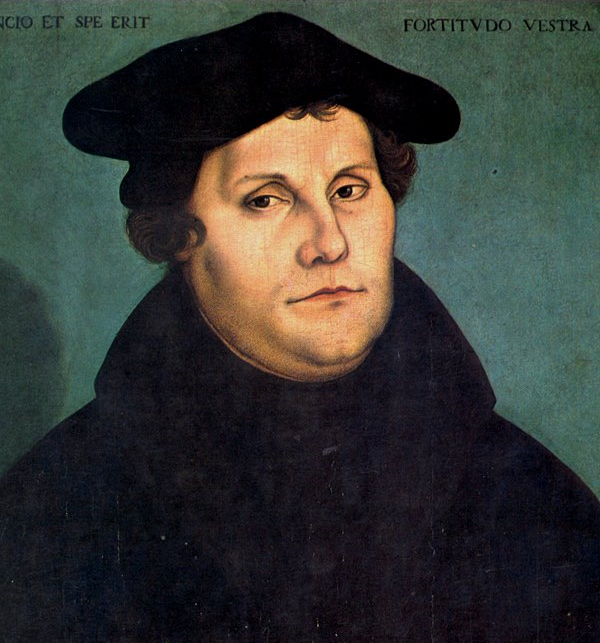
Marcin Luter na obrazie Lucasa Cranacha Starszego

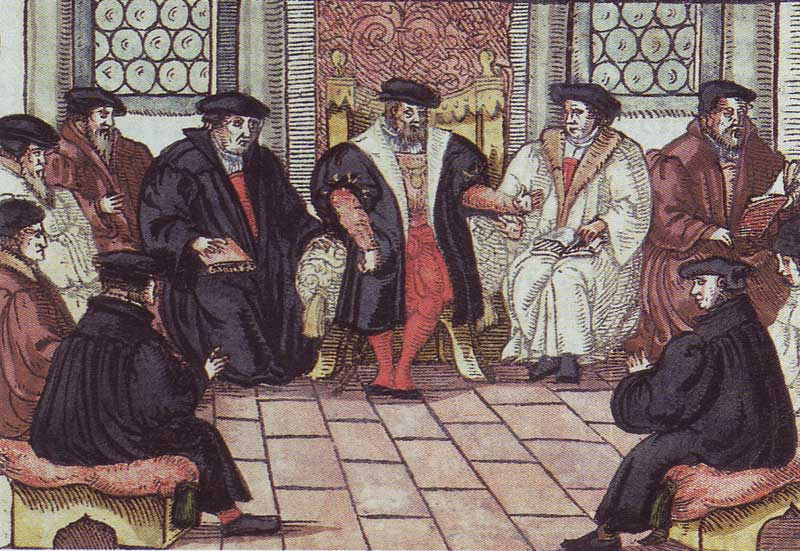
Dysputa lipska w 1519 r.

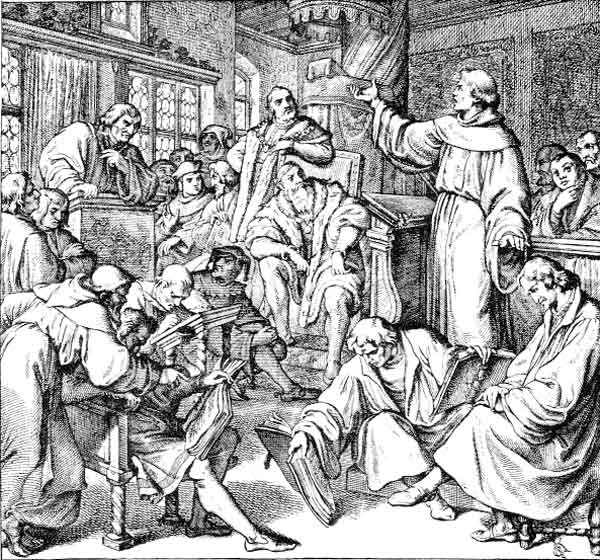
Debata między Lutrem a Eckiem

### Pochodzenie zasadysola scriptura
Lane zwraca uwagę, że slogan sola scriptura nie pochodzi z czasów Reformacji, ale jest późniejszym hasłem. Według Ebelinga sola scriptura jako zasada formalna pojawiła się w teologii ewangelickiej dopiero w XIX w. Z kolei Van den Belt twierdzi, że zasada sola scriptura wraz z sola gratia i sola fide stały się popularnymi hasłami wyrażającymi teologiczny rdzeń Reformacji dopiero w XX w. Dokładne pochodzenie zasad jest trudne do zrekonstruowania, ale przegląd literatury teologicznej pokazuje, że pojawiły się one dopiero na krótko przed 1917 roku. Możliwe jest jednak, że hasła sola obecne były już w XIX w. w ramach dyskusji o centralnych ideach i zasadach Reformacji. Van den Belt zwraca uwagę, że od tamtej pory hasła sola "zaczęły żyć własnym życiem".

### Starożytność i średniowiecze: ruchy prereformacyjne
Pogląd o wystarczalności i wyłączności autorytetu Biblii dla Kościoła, podobnie jak inne elementy myśli reformacyjnej, pojawił się już w pierwszych wiekach istnienia chrześcijaństwa i kształtowania się jego myśli teologicznej. Do jego prereformacyjnych zwolenników zaliczyć można m.in. Wigilancjusza (przełom IV i V w.), Klaudiusza – biskupa Turynu (IX w.), Piotra Waldo i waldensów (od XII w.), Jana Wiklefa i lollardów (od XIV w.), czy Husa i Hieronima oraz husytów i braci czeskich (również od XIV w.).
Nowożytna zasada sola scriptura, jako obowiązująca we wszystkich kościołach protestanckich, wywodzi się z teologicznego dziedzictwa Marcina Lutra i zapoczątkowanej przez niego reformacji.

### Nowożytność: reformacja i protestantyzm
W XVI wieku na gruncie renesansowego hasła ad fontes, ponownie zwrócono w chrześcijaństwie uwagę na konieczność powrotu do antycznych źródeł wiary Kościoła. Ruch reformacyjny jednak, uznawszy zasadę sola scriptura, ograniczył ów starożytny autorytet źródłowy wyłącznie do Pisma Świętego jako żywego Słowa Bożego.
Pogląd o wystarczalności Biblii pojawił się w myśli teologicznej wszystkich wielkich reformatorów szesnastowiecznych. W 1519 odbyła się w Lipsku dysputa między Janem Eckiem z Ingolstadtu a teologami wittenberskimi. W jej trakcie, Marcin Luter wyraził pogląd, iż nie tylko papież, czy ojcowie Kościoła mogą się mylić w głoszonych przez siebie doktrynach, ale także sobór powszechny. Jednocześnie wskazał on na Pismo Święte jako jedyny nieomylny autorytet w sprawach wiary i postępowania chrześcijanina. Poglądy Lutra w tym zakresie ulegały stopniowej ewolucji wskutek jego obserwacji ścierania się oficjalnych poglądów magisterium Kościoła z nauką Biblii. Ostatecznie jednak, dysputa lipska okazała się dla reformatora momentem przełomowym, począwszy od którego postanowił on opierać własną myśl teologiczną wyłącznie na nauce Pisma Świętego.
W latach 1524–1525 pogląd Lutra odnośnie do wyłączności autorytetu Biblii stał się jeszcze bardziej radykalny i sprecyzowany wskutek starć zarówno ze zwolennikami nauki papieża, jak też z poglądami skupionego wokół Thomasa Müntzera ruchu tzw. „proroków zwickawskich”, głoszących wewnętrzne oświecenie (iluminaryzm) i odrzucenie wszelkich zewnętrznych autorytetów, z Biblią jako „martwą literą” włącznie. Luter uznał zatem, iż poza Pismem Świętym nie tylko nie istnieje żaden inny duchowy autorytet, ale nawet działanie Ducha Świętego i jego komunikacja z człowiekiem są ściśle związane ze Słowem Bożym, bez którego nie istnieją.
Reformatorzy dostrzegali w Biblii jedyny fundament, na którym można przeprowadzić prawdziwą odnowę i reformację Kościoła, zgodnie z przekonaniem, iż Słowo Boże nie jest jedynie martwą literą, ale posiada moc Bożą, stanowiąc jedyny środek przekazu łaski Bożej. Praktycznym tego wyrazem było przełożenie Biblii na języki narodowe, aby uczynić możliwą lekturę i studium Słowa Bożego dla prostego ludu oraz zreformowanie nabożeństwa, w którego centrum kościoły protestanckie umieściły oparte na Piśmie Świętym kazanie, rozumiane jako publiczne zwiastowanie Słowa Bożego wiernym.
Zasada sola scriptura wywarła duży wpływ na rozwój myśli reformacyjnej i teologii protestanckiej w następnych stuleciach. Nawet skomplikowane tezy teologiczne formułowane przez twórców scholastyki reformowanej a stanowiące implikacje doktrynalne kalwinizmu, jak np. supralapsarianizm, musiały szukać potwierdzenia w jedynym autorytecie, za jaki uchodziło Pismo Święte.
Ostateczne uznanie przez zreformowane Kościoły zasady sola scriptura jako „po wsze czasy obowiązującej”, zdeterminowało kształt protestanckiej teologii i kościelnego zwiastowania.

### Współczesne wypowiedzi teologiczne
Zasada sola scriptura uznawana jest przez wszystkie kościoły protestanckie, za podstawowy filar teologiczny, zgodnie z głoszoną już od czasów reformacji słynną sentencją: Quod non est biblicum, non est theologicum [z łac. „co nie jest biblijne, nie jest teologią”]. Stąd też wpisała się ona do wszystkich protestanckich ksiąg symbolicznych, w tym wyznań wiary. Słuszność zasady sola scriptura oficjalnie w dokumentach teologicznych potwierdzili m.in.: luteranie, ewangelicy reformowani, prezbiterianie, kongregacjonaliści, baptyści, metodyści, ewangeliczni chrześcijanie, adwentyści dnia siódmego, Armia Zbawienia i zielonoświątkowcy.

## Podstawy zasady
Za uznaniem wyłącznego autorytetu Biblii ma przemawiać jej natchnienie, autorytet, nieomylność, jasność, skuteczność oraz samowystarczalność.

### Natchnienie Biblii

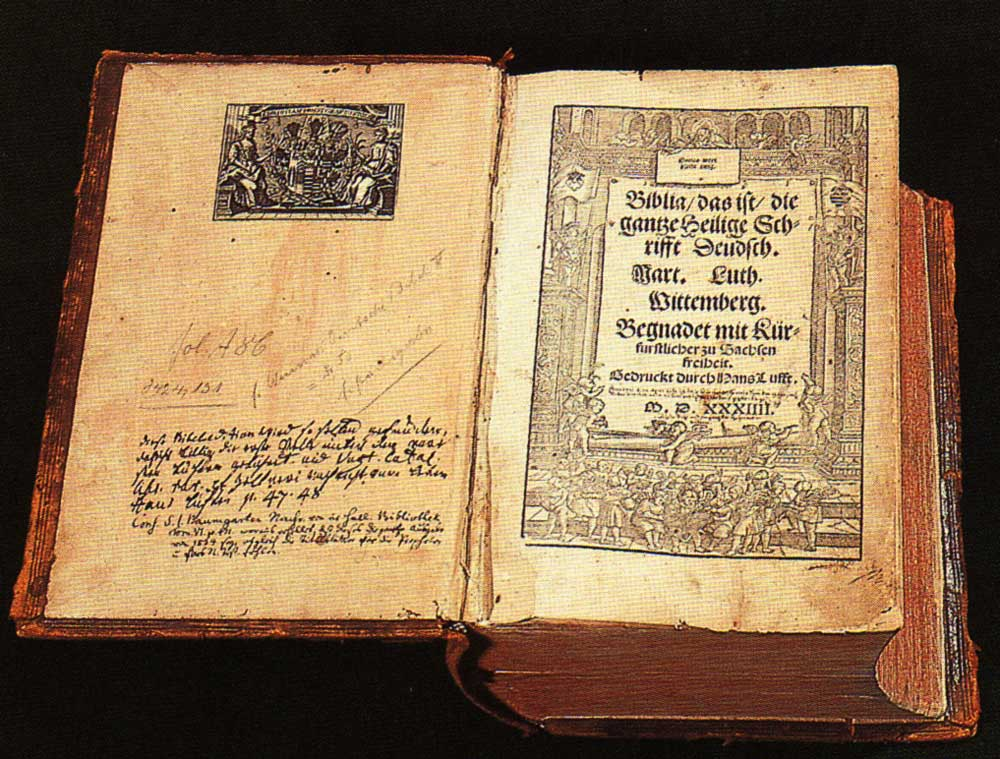
Biblia Lutra z 1534 r.

Zasadniczo w protestantyzmie występują dwa poglądy dotyczące natchnienia Biblii. Jedno można określić mianem koncepcji natchnienia myśli, drugie koncepcją natchnienia werbalnego (opowiadają się za nią m.in. luteranie wyznający). Biblia zatem nie tylko zawiera Słowo Boże, ale faktycznie nim jest. Natchnienie werbalne zakłada, że Duch Święty w sposób bezpośredni kierował doborem poszczególnych słów przez biblijnych pisarzy, uwzględniając jednak wszelkie aspekty ich człowieczeństwa, w tym styl, indywidualność, czy sposób wyrazu. Koncepcja natchnienia myśli (uznawana m.in. przez adwentystów dnia siódmego) zakłada natomiast, iż otrzymane od Boga objawienie zostało spisane przez autora jego własnymi słowami. Nie przeczy to jakkolwiek nieomylności Biblii, zgodnie z przekonaniem, iż w procesie natchnienia Duch Święty czuwał, aby używane przez pisarza słowa poprawnie wyrażały przekazaną w objawieniu myśl. Pochodzące z IV wieku nicejsko-konstantynopolitańskie wyznanie wiary podkreśla boski autorytet objawienia upatrując w tym, co przekazywali prorocy, głosu samego Boga: „Wierzę w Ducha Świętego [...] który mówił przez proroków”. Na potwierdzenie natchnienia Biblii autorzy protestanccy odwołują się do następujących fragmentów Pisma Świętego:
- 2 Tm 3,16: „Całe Pismo przez Boga jest natchnione i pożyteczne do nauki, do wykrywania błędów, do poprawy, do wychowywania w sprawiedliwości, aby człowiek Boży był doskonały, do wszelkiego dobrego dzieła przygotowany”.
- 1 Kor 2,13: „Głosimy to nie w uczonych słowach ludzkiej mądrości, lecz w słowach, których naucza Duch, przykładając do duchowych rzeczy duchową miarę”.
- 1 Tes 2,13: „A przeto i my dziękujemy Bogu nieustannie, że przyjęliście Słowo Boże, które od nas słyszeliście nie jako słowo ludzkie, ale, jak jest prawdziwie, jako Słowo Boże”.
- 2 P 1,21: „Albowiem proroctwo nie przychodziło nigdy z woli ludzkiej, lecz wypowiadali je ludzie Boży, natchnieni Duchem Świętym”.
- 2 Sm 23,2: „Duch Pana przemawia przeze mnie, A słowo jego jest na języku moim”.
- Hbr 1,1: „Wielokrotnie i wieloma sposobami przemawiał Bóg dawnymi czasy do ojców przez proroków”.
- J 16,13: „Lecz gdy przyjdzie On, Duch Prawdy, wprowadzi was we wszelką prawdę, bo nie sam od siebie mówić będzie, lecz cokolwiek usłyszy, mówić będzie, i to, co ma przyjść, wam oznajmi”.

### Autorytatywność Biblii

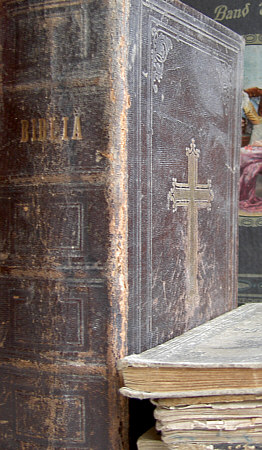
Biblia to według protestantów jedyna normatywna instancja dla wiary chrześcijańskiej

Pismo Święte w opinii protestantów posiada boski autorytet wynikający z faktu uznania go za Słowo Boże. Dlatego też każde pojedyncze stwierdzenie biblijne musi być bezwarunkowo przyjęte przez Kościół jako prawda. Tym bardziej każda doktryna zawarta w Piśmie Świętym musi spotkać się z pełnym przyjęciem ze strony Kościoła. Także każda obietnica i proroctwo zawarte w Biblii są godne stałej i niezachwianej wiary w ich wypełnienie, a obowiązkiem każdego chrześcijanina jest zachowywanie wszystkich wskazań zawartych w tej księdze. Nauka o bezwzględnej autorytatywności oparta jest na następujących fragmentach Biblii:
- J 10,35: „Jeśli nazwał bogami tych, których doszło słowo Boże, a Pismo nie może być naruszone”.
- Łk 24,25 BT: „Na to On rzekł do nich: O nierozumni, jak nieskore są wasze serca do wierzenia we wszystko, co powiedzieli prorocy!”.
- Łk 16,31: „I odrzekł mu: Jeśli Mojżesza i proroków nie słuchają, to choćby kto z umarłych powstał, też nie uwierzą”.
- Jr 8,9: „Na wstyd narazili się mędrcy, struchleli i uwikłali się, gdyż pogardzili słowem Pana, jaką więc mają mądrość?”.
- Iz 8,20: „Do objawienia i do świadectwa! Jeśli nie będą mówić zgodnie z tym hasłem, to nie mam dla nich jutrzenki”.
- 1 Kor 14,37 BT: „Jeżeli komuś wydaje się, że jest prorokiem albo że posiada duchowe dary, niech zrozumie, że to, co wam piszę, jest nakazem Pańskim”.
- Ga 1,8: „Ale choćbyśmy nawet my albo anioł z nieba zwiastował wam ewangelię odmienną od tej, którą myśmy wam zwiastowali, niech będzie przeklęty!”.
- Ps 93,5: „Świadectwa twoje są godne wiary”.
- Dz 17,10. 11: „Ci, gdy tam przybyli [...] byli szlachetniejszego usposobienia niż owi w Tesalonice; przyjęli oni Słowo z całą gotowością i codziennie badali Pisma, czy tak się rzeczy mają”.
- 2 P 1,19: „Mamy więc słowo prorockie jeszcze bardziej potwierdzone, a wy dobrze czynicie, trzymając się go niby pochodni, świecącej w ciemnym miejscu, dopóki dzień nie zaświta i nie wzejdzie jutrzenka w waszych sercach”.

### Nieomylność Biblii
Doktryna o nieomylności Pisma Świętego przyjmowana jest przez część protestantów. Głosi ona, że Bóg poprzez nadprzyrodzone natchnienie ustrzegł swoje Słowo przed błędem. Stąd też jej zwolennicy uważają, że Biblia z natury rzeczy nie może się mylić i żaden człowiek nie ma prawa podawać jej twierdzeń w wątpliwość. Nieomylność ta dotyczy jednak tekstu oryginalnego, nie zaś przekładu. Doktryna o biblijnej nieomylności utrzymywana jest w środowisku protestanckim od początków reformacji. Już Marcin Luter twierdził:

Uwierz Pismu, ono cię nie okłamie.

oraz:

Wiemy, że Bóg nie kłamie; ja i mój bliźni, słowem, wszyscy ludzie mogą wprowadzać w błąd i oszukiwać, lecz Słowo Boże nie może wprowadzać w błąd.

Na potwierdzenie tej nauki przytacza się następujące wersety biblijne:
- Ps 119,140: „Słowo twoje jest całkowicie czyste, dlatego kocha je sługa twój”.
- J 17,17: „Poświęć ich w prawdzie twojej; słowo twoje jest prawdą”.
- Prz 30,5: „Każde słowo Pana jest prawdziwe. On jest tarczą dla tych, którzy mu ufają”.

### Jasność Biblii

„A potem ujrzałem innego anioła. Leciał przez sam środek nieba, by przekazać wiekuistą Dobrą Nowinę tym, którzy przebywają na ziemi” – ilustracja ze strony tytułowej Biblii Lutra

Protestantyzm naucza, że wszystkie doktryny i przykazania obowiązujące chrześcijanina są w sposób jasny i niedwuznaczny przedstawione w Biblii. Implikacja tej tezy prowadzi do negacji konieczności istnienia innych interpretatorów Pisma Świętego poza samą Biblią (z łac. Scriptura scripturam interpretatur – „Pismo wyjaśnia Pismo”), w myśl przekonania, iż wystarczająca jasność Biblii wyklucza nawet taką potrzebę. Boże Słowo jest zatem na tyle jasne, że pozostaje zrozumiałe dla każdego człowieka, o ile tylko przedstawione jest mu w języku, którym się on posługuje. Stąd też wielkie zaangażowanie protestantów w zagadnienie tłumaczenia Biblii na różne języki świata i powołanie w tym celu towarzystw biblijnych. Zrozumienie Pisma Świętego przez człowieka nie wymaga zatem żadnych szczególnych predyspozycji, jak np. wykształcenia teologicznego i pozostaje dostępne dla każdego. Jasność Biblii wyklucza również potrzebę wyjaśniania rzekomo rzeczywistego bądź ukrytego znaczenia niektórych jej fragmentów przez instytucje kościelne, jak hierarchia, papież, czy sobór powszechny. Choć protestanci odrzucają potrzebę istnienia duchowego autorytetu objaśniającego znaczenie Biblii, zasadniczo nie negują istnienia niejasności gramatycznych w tekście biblijnym, dostrzegając potrzebę korzystania z aparatu naukowego. W obronie nauki o jasności Biblii protestanci powołują się na następujące jej fragmenty:
- Ps 19,8. 9: „Zakon Pana jest doskonały, pokrzepia duszę, Świadectwo Pana jest wierne, Uczy prostaczka mądrości. Rozkazy Pana są słuszne, rozweselają serce, Przykazanie Pana jest jasne, oświeca oczy”.
- Ps 119,105: „Słowo twoje jest pochodnią nogom moim i światłością ścieżkom moim”.
- Ps 119,130: „Przystępność Twoich słów oświeca i naucza niedoświadczonych”.
- 2 Kor 4,3. 4: „A jeśli nawet ewangelia nasza jest zasłonięta, zasłonięta jest dla tych, którzy giną, w których bóg świata tego zaślepił umysły niewierzących, aby im nie świeciło światło ewangelii o chwale Chrystusa, który jest obrazem Boga”.
- J 8,43: „ Dlaczego mowy mojej nie pojmujecie? Dlatego, że nie potraficie słuchać słowa mojego”.
- 2 Tm 3,15: „I ponieważ od dzieciństwa znasz Pisma święte, które cię mogą obdarzyć mądrością ku zbawieniu przez wiarę w Jezusa Chrystusa”.
- Pwt 30,11: „To przykazanie bowiem, które ja ci dziś nadaję, nie jest dla ciebie ani za trudne, ani za dalekie”.
- Ef 3,3–5: „Przez objawienie została mi odsłonięta tajemnica, jak to powyżej krótko opisałem. Czytając to, możecie zrozumieć moje pojmowanie tajemnicy Chrystusowej”.
- J 8,31. 32: „Mówił więc Jezus do Żydów, którzy uwierzyli w Niego: Jeżeli wytrwacie w słowie moim, prawdziwie uczniami moimi będziecie i poznacie prawdę, a prawda was wyswobodzi”.

### Skuteczność Biblii
W opinii protestantów Pismo Święte jest zjednoczone z mocą Ducha Świętego, aby stworzyć w Kościele akceptację dla wyrażonego w nim nauczania. Dlatego też nie stanowi ono martwego przekazu, lecz gdy jest zwiastowane, czytane lub słuchane, zawsze towarzyszy mu moc Boża. Jego nauczanie rodzi w społeczności wierzących wiarę i posłuszeństwo. W zgodzie z zasadą solum Verbum, Słowo Boże jest jedynym środkiem łaski Bożej i dlatego też posiada moc prowadzącą człowieka do usprawiedliwienia, duchowego odrodzenia i świętości. W obronie nauki o skuteczności Biblii protestanci odwołują się do następujących fragmentów Pisma Świętego:
- Hbr 4,12: „Bo Słowo Boże jest żywe i skuteczne, ostrzejsze niż wszelki miecz obosieczny, przenikające aż do rozdzielenia duszy i ducha, stawów i szpiku, zdolne osądzić zamiary i myśli serca”.
- Rz 1,16: „Albowiem nie wstydzę się Ewangelii Chrystusowej, jest ona bowiem mocą Bożą ku zbawieniu każdego, kto wierzy, najpierw Żyda, potem Greka”.
- 1 Tes 2,13: „A przeto i my dziękujemy Bogu nieustannie, że przyjęliście Słowo Boże, [...] które też w was wierzących skutecznie działa”.
- 1 Tes 1,5: „Gdyż ewangelia zwiastowana wam przez nas, doszła was nie tylko w Słowie, lecz także w mocy i w Duchu Świętym, i z wielką siłą przekonania; wszak wiecie, jak wystąpiliśmy między wami przez wzgląd na was”.
- J 6,63: „Duch ożywia. Ciało nic nie pomaga. Słowa, które powiedziałem do was, są duchem i żywotem”.
- Ap 1,3: „Błogosławiony ten, który czyta, i ci, którzy słuchają słów proroctwa i zachowują to, co w nim jest napisane; czas bowiem jest bliski”.

### Samowystarczalność Biblii
Samowystarczalność Biblii według protestantów wynika z faktu, iż Słowo Boże zawiera wszystko, co Bóg chciał objawić swojemu Kościołowi. Skoro zatem przekaz Boży jest pełny pod względem zawartej w nim wiedzy o zbawieniu i życiu chrześcijańskim, którą Bóg postanowił objawić, wyklucza to możliwość istnienia jakichkolwiek luk w Słowie Bożym, których obecność pociągałaby za sobą potrzebę uzupełnienia spisanego objawienia poprzez Tradycję, dogmaty, postanowienia soborów, autorytet papieży, nowe objawienia czy też inne środki umożliwiające wprowadzanie innowacji doktrynalnych do nauki Kościoła. Najczęściej w obronie nauki o wystarczalności Biblii, obok fragmentów dotyczących doskonałości Słowa Bożego, przytacza się następujące wersety biblijne:
- 1 Kor 4,6: „A ja odniosłem to do siebie samego i do Apollosa przez wzgląd na was, bracia, abyście na nas się nauczyli nie rozumieć więcej ponad to, co napisano”.
  - lub za Biblią poznańską: „To wszystko zastosowałem do siebie i do Apollosa ze względu na was, abyście na naszym przykładzie nauczyli się następującej zasady: «Nic ponad to, co zostało napisane»”.
- Prz 30,6: „Nie dodawaj nic do jego słów, aby cię nie zganił i nie uznał za kłamcę”.
- Ap 22,18. 19: „Co do mnie, to świadczę każdemu, który słucha słów proroctwa tej księgi: Jeżeli ktoś dołoży coś do nich, dołoży mu Bóg plag opisanych w tej księdze; a jeżeli ktoś ujmie coś ze słów tej księgi proroctwa, ujmie Bóg z działu jego z drzewa żywota i ze świętego miasta, opisanych w tej księdze”.

W teologii luterańskiej zasada sola scriptura nie wyklucza istnienia innych norm wiary, które są jednak normami unormowanymi (norma normata), podporządkowanymi autorytetowi Pisma Świętego, które jest normą ostateczną i nadrzędną, normą normującą (norma normans).

## Sola scripturaa autorytet Kościoła
W myśl zasady ecclesia reformata et semper reformanda, Kościół stale wymaga reformy, której podstawą jest Słowo Boże (łac. secundum Verbum Dei). Stąd postanowienia kościelne powinny być zawsze przedmiotem rozsądzania o ich słuszności w świetle Biblii. Uprawnienia do ich zakwestionowania nie leżą jedynie w kompetencji teologów, lecz także zwykłych wiernych. Jak wyraził to Luter:

Prosty chrześcijanin zbrojny jedynie Pismem Świętym jest tym, który winien stać ponad papieżem i soborem bez Pisma.

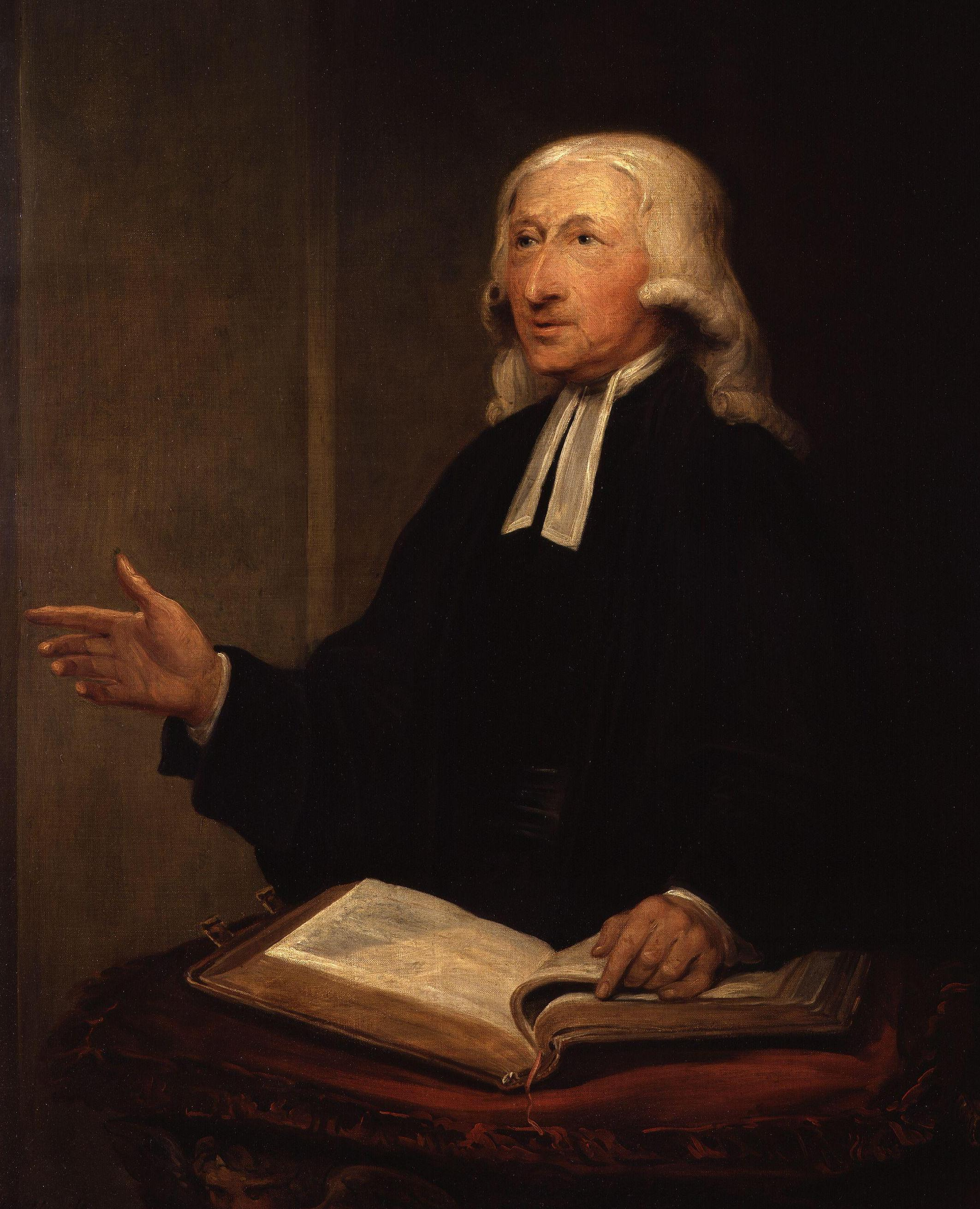
John Wesley – ojciec metodyzmu

W tym kontekście, protestanci odrzucają nieomylność nie tylko rzymskich soborów, papieży i całego magisterium Kościoła, lecz także postanowień własnych synodów, których decyzje muszą wypływać i pozostawać w harmonii z nauczaniem Pisma Świętego jako wyłącznego autorytetu. Jak wyraził to Wesley:

We wszystkich przypadkach, to Kościół ma być osądzany przez Biblię, a nie Biblia przez Kościół.

Sobory ekumeniczne Kościoła pierwszego tysiąclecia są także uznawane w protestantyzmie za z natury swej omylne. Stąd przekonanie, iż należy zakwestionować ich postanowienia w każdej sytuacji, gdy znajdują się one w sprzeczności z nauką Biblii, lub też z niej nie wynikają. Zdecydowana większość kościołów protestanckich uznaje, że postanowienia doktrynalne czterech pierwszych soborów wyrażały naukę przedstawioną w Biblii. Były to sobory: Nicejski I, Konstantynopolitański I, Efeski oraz Chalcedoński.